# Compsibidion charile
Compsibidion charile är en skalbaggsart som först beskrevs av Bates 1870.  Compsibidion charile ingår i släktet Compsibidion och familjen långhorningar. Inga underarter finns listade i Catalogue of Life.